# Derrick
Pour les articles homonymes, voir Derrick (homonymie).

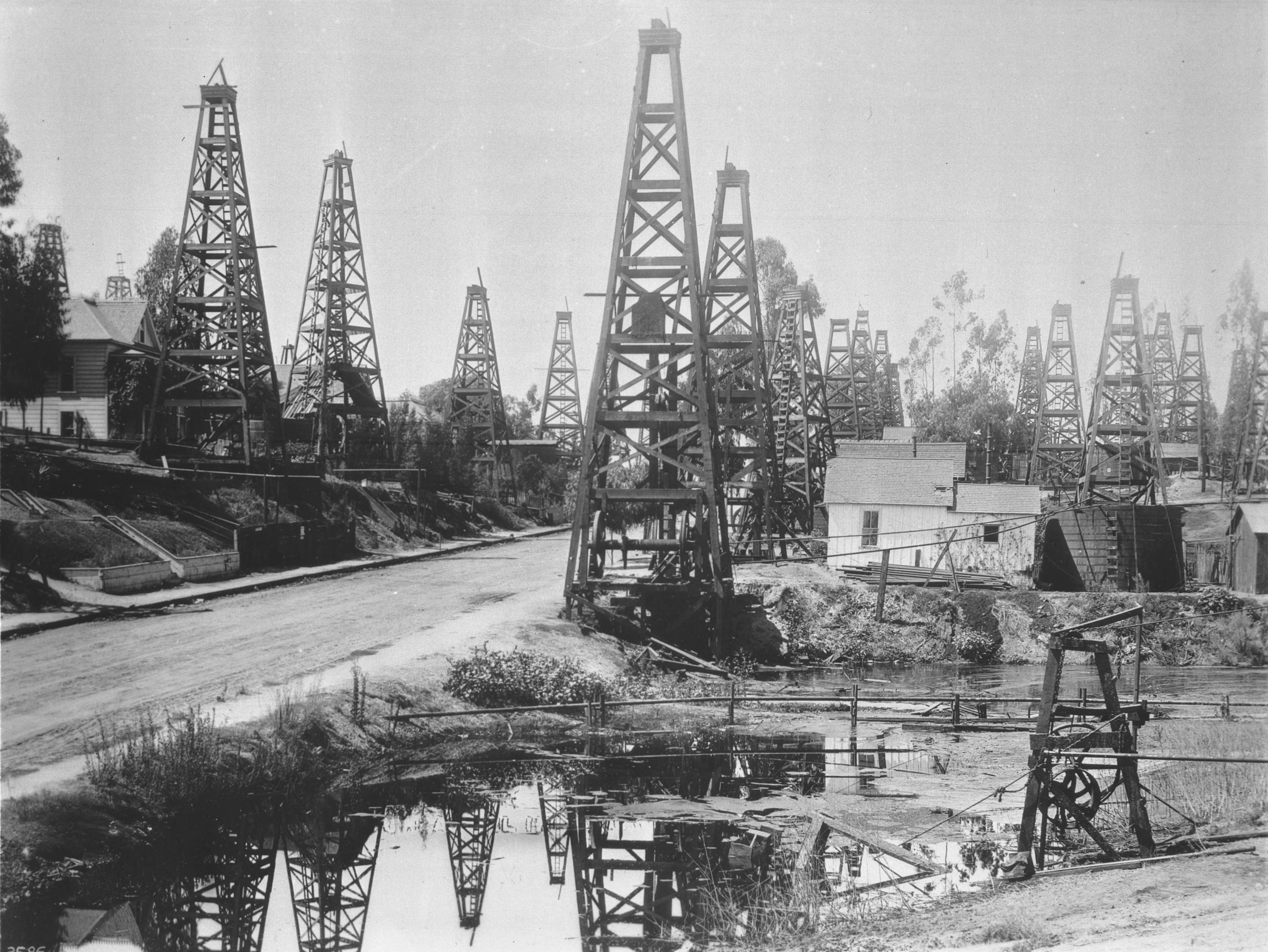
Une « forêt » de derricks en 1896 près de Los Angeles

Le mot derrick utilisé dans le domaine pétrolier peut désigner : 
- une tour en bois ou en métal soutenant le dispositif de forage d'un puits de pétrole, aux États-Unis au XIXe. Le nom de cette tour viendrait de Thomas Derrick (en), célèbre bourreau de Tyburn, principal lieu des exécutions capitales des criminels anglais. Le mot anglais (inspiré de l'irlandais) a d'abord désigné une « potence, gibet », puis au XIXe siècle, en français, il a désigné le cadre supportant l'appareil de forage dans une plate-forme pétrolière terrestre avant de prendre son sens actuel. En anglais, un « derrick » désigne plus généralement un dispositif de levage.

- un bidon de ravitaillement servant à faire le plein d'essence d'un véhicule de course (moto surtout), le plus rapidement possible, sans éclaboussure. Il existe plusieurs types de derrick car ils sont souvent de fabrication artisanale ; ils utilisent différentes techniques pour éviter les problèmes d'interférence entre air/carburant : en effet, le problème que l'on rencontre lors d'un ravitaillement est que le carburant, bidon à l'envers, obstrue l'entrée, et ne laisse pas passer d'air, ce qui ralentit l'écoulement en provoquant des saccades. Ce problème se prolonge au réservoir, d’où l'air doit pouvoir s'échapper afin de laisser le carburant entrer sans être gêné.

Pour ce faire, le derrick doit avoir une sortie d'air et une entrée de carburant séparées : de cette manière, les fluides se chassent l’un l’autre, tout en gardant une vitesse optimum, uniquement grâce à la gravité.